# Estación de Faliro - SEF
Faliro (en griego: Φάληρο) es una estación de metro en línea 1 del Metro de Atenas. Está a una distancia de unos 2 110 metros de la estación de Metro Piraeus.
La estación abrió sus puertas en año 1882. En año 1887 realizaron el alargamiento de las plataformas y  para la celebración de los Juegos Olímpico  de 2004  se llevó a cabo la reconstrucción de la estación. La estación se encuentra en Pireo, en la zona del Palaio Faliro de la cual tomó su nombre.
Además, en 2004, una nueva terminal del tranvía abrió y sirve estadio Karaiskakis junto con el estadio de la paz y la amistad.
La estación del metro se llama Faliro y la parada del tranvía se llama S.E.F.

## Servicios

### Metro de Atenas
| << cabecera | < estación | línea   | estación > | cabecera >> |
| ----------- | ---------- | ------- | ---------- | ----------- |
| Piraeus     | Piraeus    | Línea 1 | Moschato   | Kifissia    |

### Tranvía de Atenas
| << cabecera | < estación | línea       | estación > | cabecera >>      |
| ----------- | ---------- | ----------- | ---------- | ---------------- |
| terminal    | terminal   | Thoukydidis | Neo Faliro | Asklipiio Voulas |
| terminal    | terminal   | Aristotelis | Neo Faliro | Syntagma         |

- Datos: Q1992168
- Multimedia: Faliro metro station / Q1992168